# Lemma van Burnside
Het lemma van Burnside, soms ook wel de telstelling van Burnside, het lemma van Cauchy-Frobenius of de baantellingstelling genoemd, is een resultaat in de groepentheorie dat vaak van pas komt, als bij het tellen van wiskundige objecten rekening moet worden gehouden met symmetrie. De verschillende namen die met het lemma verbonden worden, zijn Augustin Louis Cauchy, Ferdinand Georg Frobenius, William Burnside en György Pólya. Het resultaat is niet door Burnside gevonden, Die citeerde de stelling alleen in zijn boek 'On the Theory of Groups of Finite Order'. Burnside schreef het lemma aan Frobenius toe.
Laat {\displaystyle G} een eindige groep van transformaties van een verzameling {\displaystyle X} zijn en {\displaystyle X^{g}} voor elke {\displaystyle g\in G} de verzameling van elementen in {\displaystyle X} die invariant zijn onder {\displaystyle g}, dat wil zeggen {\displaystyle X^{g}=\{x\in X\mid gx=x\}}. De beeldverzamelingen {\displaystyle Gx} van de elementen {\displaystyle x\in X} onder de groep zijn de banen {\displaystyle X/G} in {\displaystyle X}
Het lemma van Burnside geeft een uitdrukking voor het aantal banen: 
{\displaystyle |X/G|={\frac {1}{|G|}}\sum _{g\in G}|X^{g}|.}
Het aantal banen is een natuurlijk getal of oneindig en gelijk aan het gemiddelde aantal invariante elementen, dat dus een natuurlijk getal of oneindig is. 
Het lemma geldt niet voor een oneindige groep, aangezien de daarin gegeven uitdrukking dan niet is gedefinieerd. In dat geval geldt de volgende stelling in de kardinaalrekenkunde:
{\displaystyle |G||X/G|=\sum _{g\in G}|X^{g}|=\max _{g\in G}|X^{g}|.}